# 大町怜央
大町 怜央（おおまち れお、1995年9月27日 - ）は、日本テレビのアナウンサー。

## 来歴
- 広島県呉市出身[2]。
- 修道高等学校[2]卒業。 一浪経て、慶應義塾大学法学部政治学科卒業[3]。
- 2019年日本テレビ入社。同期入社は河出奈都美、杉原凜。
- 2019年6月24日、『ZIP!』と『スッキリ』で同期入社アナウンサーと共に初お披露目された。
- 2024年7月、モデルの榊原美紅と結婚[4]。

## 人物
- 身長176cm。
- 左利き[5]。
- 趣味はプロ野球観戦、筋力トレーニング[2]。特技は魚の三枚おろし[3]。
- 座右の銘は耐雪梅花麗 （雪に耐えて、梅花麗し）苦難や試練に耐えて乗り越えれば大きな成長が待っている、という意味。）[2]。

## 出演番組
太字は、出演中

### 担当番組
- ZIP!
  - 篠原光の代理（2019年8月12日[6]、2020年8月17日・19日・21日[7]）[8]
  - 火・木曜フィールドキャスター（2020年9月29日 - 2021年3月25日）
  - 月 - 水曜フィールドキャスター（2021年3月29日 - 9月29日）
  - 北脇太基の代理（2021年9月16日・17日[9]、2022年7月12日・13日、2023年1月9日）
  - 木・金曜フィールドキャスター（2021年10月7日 - 2023年3月31日）
  - 弘竜太郎の代理（2023年8月31日・9月1日）[10]
- Oha!4 NEWS LIVE - ニュースキャスター
  - 山本健太の代理（2019年9月17日）
  - 山﨑誠の代理（2019年9月20日）
  - 火曜担当（2019年10月1日 - 2020年9月15日、2023年4月4日 - 9月19日）[11]
  - 川畑一志の代理（2020年2月19日）
  - 伊藤遼の代理（2021年8月20日）
  - 伊藤大海の代理（2023年8月10日）
  - 水曜担当（2023年10月18日 - 2024年3月27日）[12]
  - 中野謙吾の代理 （2023年10月31日）
- バゲット（2019年10月3日 - 2021年3月25日）- 木曜（隔週）レギュラー
- ヒルナンデス!（2020年10月22日）- 梅澤廉の代理
- 3分クッキング（2021年6月26日 - ）- アシスタント
- Going!Sports&News - アシスタント
  - 日曜担当（2021年10月3日 - ）
  - 田辺大智の代理（2022年9月24日・12月3日・17日、2023年9月2日・9日・16日・12月9日、2024年3月9日・16日・8月3日）
- news zero
  - 山本紘之の代理（2021年11月9日）
  - 月・火曜フィールドキャスター（2024年4月1日 - ）
  - 山本里咲の代理（2024年8月7日・28日・29日）
- DayDay.（2023年9月12日）- 田辺大智の代理

### テレビドラマ
- ニッポンノワール-刑事Yの反乱-（2019年12月1日）- ゲスト出演[13]